# FC Grün-Weiß Wolfen
FC Grün-Weiß Wolfen is een Duitse voetbalclub uit Bitterfeld-Wolfen, Saksen-Anhalt. De club komt uit het stadsdeel Wolfen dat tot 2007 een zelfstandige gemeente was.

## Geschiedenis
De club werd opgericht in 1915 als Wolfener BC en na de Eerste Wereldoorlog werd de naam gewijzigd in VfL Wolfen aannam. De club sloot zich aan bij de Midden-Duitse voetbalbond en speelde in de competitie van Mulde, een van de velen hoogste klassen. In 1924 promoveerde de club naar de hoogste klasse. In 1926 en 1927 werd de club derde. Na nog twee vierde plaatsen ging het bergaf en de club degradeerde. 
Na 1933 werd de competitie geherstructureerd. De Midden-Duitse bond werd ontbonden en de vele competities werden vervangen door de Gauliga Mitte en Gauliga Sachsen. Op VfL Bitterfeld na werden de clubs uit Mulde werden te licht bevonden voor zowel de Gauliga Mitte als de Bezirksklasse Halle-Merseburg, die de nieuwe tweede klasse werd. Aangezien de club al niet meer in de Gauliga Mulde speelde is het niet bekend of de club überhaupt nog in de 1. Kreisklasse actief was. 
Na de Tweede Wereldoorlog werden alle Duitse voetbalclubs ontbonden. De club werd in 1948 heropgericht als BSG Chemie Agfa Wolfen. In 1952 promoveerde de club naar de DDR-Liga, de tweede klasse en verbleef daar tot 1964, vanaf 1957 verdween Agfa uit de naam. Na vier jaar in de Bezirskliga Halle promoveerde de club terug naar de tweede klasse. In 1971 degradeerde de club opnieuw en keerde meteen terug voor twee seizoenen. Van 1977 tot 1985 speelde de club opnieuw met uitzondering van 1981/82 in de DDR-Liga.
Na de Duitse hereniging werd de naam gewijzigd in SG Chemie Wolfen. De club ging in de Verbandsliga spelen dat tot 1994 nog de vierde klasse was. In 1994 werd de voetbalafdeling zelfstandig onder de naam FC Grün-Weiß Wolfen.
In 2012 degradeerde de club uit de Verbandsliga Sachsen-Anhalt, de 6e klasse naar de Landesliga (het 7e niveau).